# Campionati mondiali giovanili di nuoto 2015
La quinta edizione dei Campionati mondiali giovanili di nuoto si è svolta a Singapore dal 25 al 30 agosto 2015. Alla competizione hanno partecipato nuotatori di età compresa tra i 15-18 anni ('97,'98,'99 e 2000) e nuotatrici di 14-17 anni ('98,'99,2000 e 2001). Hanno altresì potuto partecipare non più di 2 nuotatori per federazione ed evento.

## Medagliere
| Pos.   | Paese         | Oro | Argento | Bronzo | Totale |
| ------ | ------------- | --- | ------- | ------ | ------ |
| 1      | Australia     | 9   | 7       | 3      | 19     |
| 2      | Russia        | 7   | 4       | 10     | 21     |
| 3      | Stati Uniti   | 6   | 13      | 7      | 26     |
| 4      | Turchia       | 4   | 0       | 0      | 7      |
| 5      | Canada        | 3   | 6       | 3      | 12     |
| 6      | Giappone      | 3   | 1       | 2      | 6      |
| 7      | Cina          | 2   | 2       | 1      | 5      |
| 8      | Italia        | 1   | 2       | 3      | 6      |
| 9      | Brasile       | 1   | 2       | 1      | 4      |
| 10     | Gran Bretagna | 1   | 1       | 5      | 7      |
| 11     | Spagna        | 1   | 1       | 3      | 5      |
| 12     | Lituania      | 1   | 0       | 1      | 2      |
| 12     | Nuova Zelanda | 1   | 0       | 1      | 2      |
| 14     | Romania       | 1   | 0       | 0      | 1      |
| 14     | Ucraina       | 1   | 0       | 0      | 1      |
| 16     | Svezia        | 0   | 2       | 0      | 2      |
| 17     | Ungheria      | 0   | 1       | 0      | 1      |
| 18     | Croazia       | 0   | 0       | 1      | 1      |
| 18     | Egitto        | 0   | 0       | 1      | 1      |
| 18     | Venezuela     | 0   | 0       | 1      | 1      |
| Totale | Totale        | 42  | 42      | 43     | 127    |

## Podi

### Uomini
| Evento               | Oro | Tempo    | Argento                                                                                                 | Tempo    | Bronzo | Tempo    |
| Stile libero         | |          | |          | |          |
| 50 m                 | Kyle Chalmers                                                                                             | 22"19    | Michael Andrew                                                                                          | 22"36    | Giovanni Izzo | 22"55    |
| 100 m                | Kyle Chalmers                                                                                             | 48"47    | Maxime Rooney                                                                                           | 48"87    | Felipe Souza | 49"30    |
| 200 m                | Maxime Rooney                                                                                             | 1'47"78  | Grant Shoults                                                                                           | 1'48"42  | Ernest Maksumov                                                                                                  | 1'48"68  |
| 400 m                | Grant Shoults                                                                                             | 3'48"91  | Yang Jintong                                                                                            | 3'50"05  | Qiu Ziao | 3'50"99  |
| 800 m                | Yang Jintong                                                                                              | 7'55"19  | César Castro                                                                                            | 7'57"21  | Ernest Maksumov                                                                                                  | 7'57"40  |
| 1500 m               | Brandonn Almeida                                                                                          | 15'15"88 | Taylor Abbott                                                                                           | 15'16"35 | César Castro | 15'17"10 |
| Dorso                | |          | |          | |          |
| 50 m                 | Michael Andrew                                                                                            | 25"13    | Javier Acevedo                                                                                          | 25"46    | Mohamed Samy Robinson Molina                                                                                     | 25"54    |
| 100 m                | Robert Glință                                                                                             | 54"30    | Michael Taylor                                                                                          | 54"64    | Luke Greenbank                                                                                                   | 54"81    |
| 200 m                | Hugo González                                                                                             | 1'58"11  | Michael Taylor                                                                                          | 1'58"39  | Austin Katz | 1'58"51  |
| Rana                 | |          | |          | |          |
| 50 m                 | Andrius Šidlauskas                                                                                        | 27"99    | Nicolò Martinenghi                                                                                      | 28"03    | Nikola Obrovac                                                                                                   | 28"11    |
| 100 m                | Anton Čupkov                                                                                              | 1'00"19  | Reece Whitley                                                                                           | 1'01"00  | Andrius Šidlauskas                                                                                               | 1'01"26  |
| 200 m                | Anton Čupkov                                                                                              | 2'10"19  | Matthew Wilson                                                                                          | 2'11"23  | Mikhail Dorinov                                                                                                  | 2'11"59  |
| Farfalla             | |          | |          | |          |
| 50 m                 | Andrii Khloptsov                                                                                          | 23"64    | Michael Andrew                                                                                          | 23"84    | Daniil Pakhomov                                                                                                  | 23"89    |
| 100 m                | Daniil Pakhomov                                                                                           | 52"28    | Vinicius Lanza                                                                                          | 52"88    | Daniil Antipov                                                                                                   | 52"99    |
| 200 m                | Nao Horomura                                                                                              | 1'56"80  | Daniil Pakhomov                                                                                         | 1'56"93  | Mike Thomas | 1'57"61  |
| Misti                | |          | |          | |          |
| 200 m                | Clyde Lewis                                                                                               | 2'00"15  | Dániel Sós                                                                                              | 2'01"78  | Sean Grieshop | 2'01"83  |
| 400 m                | Sean Grieshop                                                                                             | 4'15"67  | Brandonn Almeida                                                                                        | 4'17"06  | Hugo González | 4'18"14  |
| Staffette            | |          | |          | |          |
| 4x100 m stile libero | Australia Vincent Dai (50"03) Kyle Chalmers (48"41) Brayden McCarthy (49"66) Jack Cartwright (49"29)      | 3'17"39  | Stati Uniti Ryan Hoffer (49"97) Daniel Krueger (49"50) Michael Jensen (50"51) Maxime Rooney (48"44)     | 3'18"42  | Italia Alessandro Bori (50"11) Giovanni Izzo (49"54) Ivano Vendrame (49"87) Alessandro Miressi (49"06)           | 3'18"58  |
| 4x200 m stile libero | Stati Uniti Grant Shoults (1'48"10) Maxime Rooney (1'46"55) Sean Grieshop (1'49"82) Grant House (1'49"29) | 7'13"76  | Australia Damian Fyfe (1'50"03) Clyde Lewis (1'48"34) Kyle Chalmers (1'50"13) Joshua Parrish (1'49"26)  | 7'17"76  | Russia Ernest Maksumov (1'48"99) Elisei Stepanov (1'48"81) Daniil Antipov (1'51"10) Aleksandr Prokofev (1'50"55) | 7'19"45  |
| 4x100 m misti        | Russia Roman Larin (55"50) Anton Čupkov (59"84) Daniil Pakhomov (51"74) Vladislav Kozlov (49"36)          | 3'36"44  | Stati Uniti Michael Taylor (55"39) Reece Whitley (1'00"82) Michael Andrew (52"75) Maxime Rooney (48"55) | 3'37"51  | Australia Clyde Lewis (55"85) Matthew Wilson (1'01"81) Brayden McCarthy (54"17) Kyle Chalmers (48"38)            | 3'40"21  |

### Donne
| Evento               | Oro                                                                        | Tempo    | Argento                                                                   | Tempo    | Bronzo                                                                                | Tempo    |
| Stile libero         |                                                                            |          |                                                                           |          |                                                                                       |          |
| 50 m                 | Marija Kameneva                                                            | 25"12    | Rikako Ikee                                                               | 25"19    | Shayna Jack                                                                           | 25"24    |
| 100 m                | Taylor Ruck                                                                | 53"92    | Penny Oleksiak                                                            | 54"65    | Arina Openysheva                                                                      | 54"78    |
| 200 m                | Taylor Ruck                                                                | 1'57"87  | Arina Openysheva                                                          | 1'58"28  | Hannah Cox                                                                            | 1'59"28  |
| 400 m                | Tamsin Cook                                                                | 4'06"17  | Sierra Schmidt                                                            | 4'07"47  | Linda Caponi                                                                          | 4'07"73  |
| 800 m                | Sierra Schmidt                                                             | 8'27"55  | Simona Quadarella                                                         | 8'29"79  | Holly Hibbott                                                                         | 8'31"56  |
| 1500 m               | Simona Quadarella                                                          | 16'05"61 | Sierra Schmidt                                                            | 16'12"84 | Gabrielle Kopenski                                                                    | 16'21"15 |
| Dorso                |                                                                            |          |                                                                           |          |                                                                                       |          |
| 50 m                 | Gabrielle Fa'Amausili                                                      | 27"81    | Minna Atherton                                                            | 27"83    | Danielle Hanus                                                                        | 28"26    |
| 100 m                | Minna Atherton                                                             | 59"58    | Claire Adams                                                              | 1'00"19  | Bobbi Gichard                                                                         | 1'00"42  |
| 200 m                | Minna Atherton                                                             | 2'09"11  | Liu Yaxin                                                                 | 2'09"44  | Taylor Ruck                                                                           | 2'09"44  |
| Rana                 |                                                                            |          |                                                                           |          |                                                                                       |          |
| 50 m                 | Viktoriya Zeynep Gunes                                                     | 30"78    | Sophie Hansson                                                            | 31"18    | Katie Matts                                                                           | 31"66    |
| 100 m                | Viktoriya Zeynep Gunes                                                     | 1'06"77  | Sophie Hansson                                                            | 1'07"77  | Katie Matts                                                                           | 1'07"96  |
| 200 m                | Viktoriya Zeynep Gunes                                                     | 2'19"64  | Maria Astashkina                                                          | 2'24"57  | Sofia Andreeva                                                                        | 2'24"88  |
| Farfalla             |                                                                            |          |                                                                           |          |                                                                                       |          |
| 50 m                 | Rikako Ikee                                                                | 26"28    | Penny Oleksiak                                                            | 26"45    | Marija Kameneva                                                                       | 26"47    |
| 100 m                | Rikako Ikee                                                                | 58"28    | Penny Oleksiak                                                            | 58"50    | Gemma Cooney                                                                          | 58"98    |
| 200 m                | Wang Siqi                                                                  | 2'08"24  | Tamsin Cook                                                               | 2'08"86  | Hannah Kukurugya                                                                      | 2'10"08  |
| Misti                |                                                                            |          |                                                                           |          |                                                                                       |          |
| 200 m                | Viktoriya Zeynep Gunes                                                     | 2'11"03  | Mary-Sophie Harvey                                                        | 2'12"37  | Georgia Coates                                                                        | 2'12"74  |
| 400 m                | Rosie Rudin                                                                | 4'39"01  | Georgia Coates                                                            | 4'39"94  | Africa Zamorano                                                                       | 4'40"15  |
| Staffette            |                                                                            |          |                                                                           |          |                                                                                       |          |
| 4x100 m stile libero | Australia Shayna Jack Minna Atherton Gemma Cooney Lucy Elizabeth McJannett | 3'39"87  | Russia Arina Openysheva Marija Kameneva Daria Mullakaeva Daria S Ustinova | 3'39"91  | Canada Penny Oleksiak Rebecca Smith Mary-Sophie Harvey Taylor Ruck                    | 3'40"'26 |
| 4x200 m stile libero | Australia Tamsin Cook Lucy Elizabeth McJannett Shayna Jack Gemma Cooney    | 7'56"68  | Canada Penny Oleksiak Rebecca Smith Mary-Sophie Harvey Taylor Ruck        | 7'57"04  | Russia Arina Openysheva Daria Mullakaeva Valeriia Salamatina Anastasiia Kirpichnikova | 7'57"58  |
| 4x100 m misti        | Russia Irina Prikhodko Maria Astashkina Polina Egorova Marija Kameneva     | 4'01"05  | Australia Minna Atherton Ella Bond Gemma Cooney Shayna Jack               | 4'02"42  | Giappone Natsumi Sakai Runa Imai Rikako Ikee Sachi Mochida                            | 4'03"10  |

### Gare miste
| Evento               | Oro                                                                  | Tempo   | Argento                                                                      | Tempo   | Bronzo                                                                 | Tempo    |
| Staffette            |                                                                      |         |                                                                              |         |                                                                        |          |
| 4x100 m stile libero | Canada Javier Acevedo Markus Thormeyer Penny Oleksiak Taylor Ruck    | 3'27"71 | Australia Jack Cartwright Kyle Chalmers Lucy Elizabeth McJannett Shayna Jack | 3'28"59 | Russia Vladislav Kozlov Igor Shadrin Marija Kameneva Arina Openysheva  | 3'28"'79 |
| 4x100 m misti        | Russia Irina Prikhodko Anton Čupkov Daniil Pakhomov Arina Openysheva | 3'45"85 | Australia Minna Atherton Matthew Wilson Lucia Lassman Kyle Chalmers          | 3'48"27 | Stati Uniti Michael Taylor Michael Andrew Cassidy Bayer Stanzi Moseley | 3'50"24  |